# Enterprise, Alabama
Enterprise är en stad i den amerikanska delstaten Alabama med en yta av 80,3 km² och en befolkning, som uppgår till ungefär 21 000 invånare (2000). Av befolkningen är cirka 23 procent afroamerikanska.
Staden är belägen i den sydöstra delen av delstaten omkring 65 kilometer väster om gränsen till Georgia och ungefär 130 kilometer sydost om delstatens huvudstad Montgomery.
Fort Rucker gränsar till staden.